# Yves Lagatu
Pour les articles homonymes, voir Lagatu.
Yves Lagatu, né le 8 novembre 1914 à Rumengol dans le Finistère, mort le 27 septembre 1987 à Brest, est un sous-officier de marine qui s'engage dans les Forces françaises libres pendant la Seconde Guerre mondiale, et y passe dans l'aviation.
Il combat dans les Forces aériennes françaises libres, au Groupe réservé de bombardement no 1, puis au Groupe de bombardement Lorraine. Il est Compagnon de la Libération.

## Biographie
Yves Lagatu naît à Rumengol dans le Finistère le 8 novembre 1914. Il est issu d'une famille de commerçants.
Il s'engage dans la Marine et devient sous-officier.
Pendant la Seconde Guerre mondiale, Yves Lagatu choisit de répondre à l'appel du général de Gaulle. Il passe en Angleterre à bord du cuirassé Courbet où il est radio avec le grade de sergent, rejoint Portsmouth et s'engage dans les Forces françaises libres,. Une fois engagé, il demande à quitter la Marine pour passer dans l'aviation, en tant que radio-mitrailleur.
Sa demande est acceptée, et il suit l'entrainement nécessaire. Il est alors affecté au Groupe réservé de bombardement no 1 (GRB1), en Afrique. Il participe aux opérations aériennes dans le sud de la Libye, particulièrement en appui de la « colonne Leclerc » (future 2e DB) pour la prise de Koufra en février-mars 1941.
Lagatu participe ensuite à la campagne d'Abyssinie d'avril à juillet 1941, par des attaques et des bombardements contre les convois et les places italiennes, pour un total de trente-cinq opérations de longue distance.
Le Groupe de bombardement Lorraine est en formation au Liban, Laratu le rejoint en septembre 1941. Au sein de ce groupe, il participe à la campagne de Libye avec plus de cinquante opérations de bombardement et 200 heures en opération. Il obtient une deuxième citation pour cette nouvelle campagne.
Lagatu prend part ensuite, à partir du début 1943, aux opérations sur le front de l'ouest, toujours avec le groupe Lorraine. Il réussit le 22 octobre 1943 une mission délicate et dangereuse en rase-mottes, dirigeant le tir de six avions. Il effectue quarante missions offensives sur ce front, pour un total de quatre-vingt-douze missions lors de cette guerre, avec presque 250 heures de vol. Il est créé Compagnon de la Libération par le décret du 29 décembre 1944. Il est promu sous-lieutenant à la fin de la guerre en 1945.
Après la guerre, il rejoint l'Indochine où il est officier navigateur. Il est commandant de l'Armée de l'Air à la fin de sa carrière, puis représentant en bijouterie.
Yves Lagatu meurt le 27 septembre 1987 à Brest, où il est enterré.

## Hommages et distinctions
Ses principales décorations sont :
- Officier de la Légion d'honneur
- Compagnon de la Libération par décret du 29 décembre 1944 ;
- Médaille militaire
- Commandeur de l'ordre national du Mérite
- Croix de guerre 1939–1945 (3 citations)
- Croix de guerre des Théâtres d'opérations extérieurs
- Médaille de l'Aéronautique
- Médaille coloniale avec mentions « Koufra », « Libye », « E-O »
- Médaille commémorative française de la guerre 1939–1945
- Médaille commémorative de la campagne d'Indochine
- Air Medal (États-Unis).

Il reçoit d'autres hommages : une rue porte son nom à Crozon dans le Finistère ; il est commémoré à Crozon en même temps que Roger Podeur et Étienne Schlumberger.